# La Circe
La Circe è un'opera letteraria del 1549, attribuita a Giovan Battista Gelli. Consiste in un dialogo tra Circe, Ulisse e undici suoi compagni trasformati in bestie, i quali, alla prospettiva di tornare uomini, scelsero di rimanere animali tranne uno, che era stato filosofo nella sua prima vita "umana" e non poteva rinunciare alla ricerca della verità.